# John Lundgren (Radsportler)
John Lundgren (* 30. Juli 1940 in Kolt, Midtjylland; † Februar 2024) war ein dänischer Radrennfahrer.

## Sportliche Laufbahn
Lundgren war Teilnehmer der Olympischen Sommerspiele 1960 in Rom. Dort startete er im Bahnradsport. In der Mannschaftsverfolgung wurde das dänische Team mit John Lundgren, Leif Larsen, Jens Sørensen und Kurt vid Stein als 5. klassiert, nachdem das Team im Viertelfinale gegen die DDR unterlegen war.
1961 wurde er Zweiter der nationalen Meisterschaft in der Einerverfolgung hinter Preben Isaksson. 1962 wurde er Vize-Meister in der Mannschaftsverfolgung.